# SpVgg Erle 19
Die SpVgg Erle 19 (offiziell: Sportvereinigung Erle 19 e.V.) ist ein Sportverein aus dem Gelsenkirchener Stadtteil Erle. Die erste Fußballmannschaft spielte ein Jahr in der höchsten westfälischen Amateurliga.

## Geschichte
Der Verein wurde im Jahre 1919 gegründet. Den Fußballern gelang im Jahre 1950 der Aufstieg in die Bezirksklasse. Nach dem Abstieg im Jahre 1953 gelang der sofortige Wiederaufstieg, dem der Durchmarsch in die Landesliga folgte, die seinerzeit die höchste Amateurliga in Westfalen darstellte. Zwar wurden die Erler in der Saison 1955/56 abgeschlagener Tabellenletzter, profitierten allerdings davon, dass im Zuge der Einführung der Verbandsliga Westfalen in der Landesliga der Abstieg ausgesetzt wurde. In der folgenden Saison 1956/57 konnte der Klassenerhalt nach einem Kraftakt gesichert werden.
Die Erler beendeten die Saison punktgleich mit Preußen Lengerich und Borussia Rheine. Nach der angesetzten Abstiegsrunde waren Erle und Lengerich punktgleich. Das Entscheidungsspiel im neutralen Dülmen gewannen die Erler mit 4:0. Zwei Jahre später stieg die Mannschaft in die Bezirksklasse ab. Beim MBV Linden 05 verloren die Erler mit 0:10, beim TB Eickel gar mit 0:12. In der folgenden Saison 1959/60 wurde die Sportvereinigung in die Kreisklasse durchgereicht und verschwand in unteren Spielklassen. Im Jahre 2014 verpassten die Erler nur knapp den Aufstieg in die Bezirksliga. Nachdem die Mannschaft das Endspiel um die Kreismeisterschaft gegen Preußen Gladbeck verloren hatte, scheiterte Erle in den Entscheidungsspielen gegen den SV Hochlar 28 aufgrund der Auswärtstorregel. 2020 stiegen die Erler in die Bezirksliga auf. Zwei Jahre später folgte der Abstieg in die Kreisliga A, dem 2024 der in die Kreisliga B folgte. Ein Jahr später gelang der direkte Wiederaufstieg.